# Rối loạn thông khí phổi
Thông khí là một trong bốn giai đoạn của quá trình hô hấp bao gồm: thông khí, khuếch tán, vận chuyển oxy và hô hấp tế bào. Thông khí được định nghĩa là sự trao đổi luồng khí giữa phổi và môi trường bên ngoài để làm mới nguồn cung oxy cho cơ thể. Rối loạn thông khí chính là những rối loạn dẫn tới giảm sự trao đổi đó. Rối loạn thông khí được chia làm hai loại: rối loạn thông khí hạn chế và rối loạn thông khí tắc nghẽn.

## Rối loạn thông khí hạn chế
Chủ yếu do những nguyên nhân sau:

### Giảm số lượngphế nangthật sự
- Do teo phổi ở người già, cắt phổi sau phẫu thuật, xẹp phổi do có khối u hay do thiếu chất Surfactant bẩm sinh (thường gặp ở trẻ sinh non) làm mất một số nhu mô phổi làm giảm khả năng trao đổi khí của phổi.

### Suy giảm chức năng phổi
- Tổn thương cột sống, xương sườn, xương ức,... làm giảm khả năng giãn nở của phổi đồng thời gây đau cho bệnh nhân dẫn đến xu hướng không dám hít thở mạnh để lấy đủ oxy
- Bệnh lý ở nhu mô phổi: viêm phổi, xơ phổi, abcess phổi,...
- Bệnh lý ngoài hệ hô hấp: xơ gan cổ chướng, ứ hơi dạ dày cản trở cơ hoành di động làm giảm khả năng dãn nỡ của phổi dẫn đến giảm trao đổi khí hay do sự thay đổi thành phần, áp suất không khí.

## Rối loạn thông khí tắc nghẽn
- Xảy ra do có sự bít hẹp đường dẫn khí
- Đường dẫn khí cao (thanh quản, khí quản): u thanh quản,bạch hầu, thắt cổ, nghẽn dị vật lớn,...
- Đường dẫn khí sụn (phế quản): tắc nghẽn do dị vật, khối u...
- Đường dẫn khí màng (tiểu phế quản tận, phế nang): hen phế quản, ngộ độc khói thuốc lá,...

## Một số bệnh lý điển hình

### Bệnh núi cao thực nghiệm
- Khi lên cao, thành phần không khí không đổi nhưng áp suất riêng phần từng chất khí sẽ thay đổi. Ban đầu, áp suất oxy giảm thấp kích thích trung tâm hô hấp tăng hít vào để bù oxy nuôi mô, thở nhanh và sâu. Nhưng sự tăng hít vào lại làm ứ đọng O2 gây ra kiềm hô hấp, cơ thể đáp ứng bằng cách giảm hô hấp lại, dẫn đến thở chậm và yếu.
- Lên cao 3000-4000m đã bắt đầu biểu hiện các triệu chứng, đến 6000m bắt buộc phải được cung cấp oxy và trên 10.000m thì sự cung cấp oxy cũng không còn tác dụng. Tuy nhiên, bệnh lý này có được sự thích nghi. Những người sống trên núi cao lâu ngày sẽ cải thiện được khả năng hô hấp tốt hơn.

### Tổn thương lồng ngực
- Các tổn thương ở lồng ngực rất đa dạng, chẳng hạn như mảng sườn di động gặp trong gãy xương sườn ở 2 vị trí dẫn đến đảo ngược hô hấp: khi hít vào mảng sườn áp sát vào phổi làm thể tích lồng ngực giảm xuống, khi thở ra thì ngược lại. Những người có tình trạng này rất dễ rơi vào suy hô hấp cấp dẫn tới tử vong nhanh.

### Hen phế quản
- Là tình trạng phản ứng của cơ thể đối với một tác nhân lạ xâm nhập vào đường hô hấp như lông thú, phấn hoa, bụi,... làm co thắt các cơ ressessen (cơ trơn) gây co hẹp đường thở. Diễn tiến gồm 2 giai đoạn:

+ Giai đoạn sớm: thường sau 30 phút,chỉ có sự co thắt các cơ trơn để đáp ứng với các tác nhân kích thích gây co hẹp đường hô hấp
+ Giai đoạn muộn: thường từ 4-8 tiếng, niêm mạc bắt đầu phù nề, quá trình viêm diễn ra, tăng tiết dịch gây ứ tắc trong lòng các đường dẫn khí

### Ngạt
- Xảy ra ở chỗ đông người, trong phòng kín, nhiều khói, dưới hầm sâu,..., do giảm tỷ lệ oxy trong thành phần không khí xuống dưới 14%, tăng tỷ lệ CO2 lên 8%. Diễn tiến qua 3 giai đoạn:

+ Hưng phấn: phân áp oxy giảm kích thích trung tâm hô hấp gây tăng hít vào để lấy thêm oxy, đồng thời kích thích trung tâm vận mạch tăng cung lượng tim, nhịp tim nhanh, tăng huyết áp. Về sau, do có cả sự ứ CO2 nên tăng cả thì thải ra
+ Ức chế: các trung tâm hô hấp, vận mạch không đủ khả năng bù trừ, nhịp tim nhanh, nhỏ, khó bắt, thở nhanh nông. Não bắt đầu tổn thương do thiếu oxy cung cấp, có thể xảy ra tình trạng co giật, kích thích, tiêu tiểu không tự chủ, da niêm tím tái,...
+ Suy sụp toàn thân: tổn thương não không hồi phục, bệnh nhân rơi vào hôn mê với những nhát thở ngáp cá, lâu dần rồi tử vong.